# Emmanuel Michalak
Pour les articles homonymes, voir Michalak.
 (octobre 2018).
Emmanuel Michalak, né le 30 septembre 1968 à Épernay, est un illustrateur de jeux de rôle et un dessinateur de BD français.

## Biographie
Après son baccalauréat, il intègre l'école des beaux-arts de Reims, où il a pour condisciple Laurent Cagniat, et pour professeur le sculpteur Charles Auffret. Il se met à la BD en 1994.

### Jeux de rôle
En 1998, il aborde l'illustration de jeux de rôle. Il débute dans un supplément d’Hawkmoon, pour les éditions Oriflam. Il travaille ensuite sur Polaris, dans les suppléments Gaïa et Surface. Il produit divers scénarios pour le magazine Backstab, et illustre Nephilim pour les Chroniques de l'apocalypse. Son dessin est alors très proche de celui de ses BD.
Dans Voir Charousse et mourir, supplément de 7th Sea (Les Secrets de la septième mer), il finalise pour la première fois au crayon, et prend goût à l'illustration des jeux de rôle. Il produit beaucoup, de septembre 2000 à juin 2001.

### Bande dessinée
En parallèle, son démarchage d'éditeurs de bande dessinée se révèle infructueux. Fin 1999, il rencontre le scénariste BD Michaël Le Galli. Ensemble, ils élaborent la série Les Cercles d'Akamoth (quatre albums), un polar fantastique dénonçant les dérives sectaires et, en juin 2001, ils signent un contrat chez l'éditeur Delcourt. Les Sans-Âme, premier album de la série, paraît en mai 2003. Le Galli et Michalak poursuivent leur collaboration avec un polar géopolitique, la série Watch (six albums), dont Michalak dessine le storyboard. Bombes humaines, premier album de la série, paraît en 2006 chez Delcourt.
En 2007, Michalak entame une collaboration avec le scénariste et dessinateur Hub. Ils réalisent ensemble le storyboard des albums 3 à 8 de la série Okko. De 2011 à 2013, sur un scénario d'Hub et de Fred Weytens, Michalak dessine la série d'heroic fantasy Aslak, qui se situe dans l'univers des Vikings. Le premier album, L'Œil du monde, paraît en 2011 chez Delcourt.
En 2023 sort chez Delcourt son "Tous ensemble" : scénarisée par Kris, l'histoire dessinée par Michalak conte une comédie sociale, avec l'aventure d'un supporter du Stade Brestois et ses comparses qui vont tenter de sauver leur club de foot préféré en proie autant à des difficultés financières insurmontables qu'à un parcours hors norme en Coupe de France,

## Œuvres

### Jeux de rôle
- Gaïa, Polaris (SF), Halloween Concept, 1998.
- Nephilim, Multisim :
  - Chroniques de l'Apocalypse I : Irysos, 1999 ;
  - Chroniques de l'Apocalypse II : Phaéton, 1999 ;
  - Chroniques de l'Apocalypse III : 666, 1999 ;
  - Chroniques de l'Apocalypse IV : Leve, 1999 ;
  - Chroniques de l'Apocalypse V : Finis, 2000 ;
  - Testament, 1999 ;
  - Les Arcanes mineurs, 2002.
- Les Secrets de la septième mer, Asmodée-Siroz :
  - Écran, 1999 ;
  - Castille, 2001 ;
  - Vodacce, 2001 ;
  - Le Collège invisible, 2001.
- Vodacce, Les Secrets de la septième mer, AEG, 2000.
- Prophecy, Halloween Concept :
  - Les Foudres de Kroryn, 2000 ;
  - Les Voiles de Nenya, 2000 ;
  - Les Enfants de Heyra, 2000 ;
  - Les Écailles de Brorne, 2000 ;
  - Les Grands Dragons, 2000 ;
  - Les Forges de Kezyr, 2000 ;
  - Les Compagnons de Khy, 2001 ;
  - Les Orphelins de Szyl, 2001 ;
  - Les Secrets de Kalimsshar, 2001 ;
  - Les Versets d'Ozyr, 2001.
- Univers, Métabarons, Les Humanoïdes Associés, 2001.
- D20-Archipels, Oriflam :
  - La Guerre des Ombres, 2001 ;
  - Carnets de voyages, 2002 ;
  - Écran des Archipels, 2002 ;
  - La Quête des Arkonautes, 2003.
- The War of Shadows, D20-Archipels, Eden Studios, 2003[2].

### Bande dessinée
(octobre 2018).
- Participation à l'album collectif L'Univers, hors-série 2 de La Caste des Méta-Barons, Yéti Entertainment, 2001.
- Dessin, avec Michaël Le Galli (scén.) et Fabio Bono[7] (encrage du tome 4), série Les Cercles d'Akamoth, coll. « Insomnie », Delcourt :

1. Les Sans-Âme, 2003
2. La Nouvelle Alliance, 2004
3. L'Enfant vaudou, 2005
4. L'Archange noir, 2008

- Storyb., avec Michaël Le Galli (scén.) , Luca Erbetta (crayon), Fabio Bono (encrage) et Axel Gonzalbo (coul.), série Watch, coll. « Impact », Delcourt :

1. Bombes humaines, 2006
2. Enfants tigres, 2006
3. La Terre sacrée, 2006
4. La Lignée Kallawaya, 2007
5. À l'est des Carpates, 2008
6. Crépuscule, 2008

- Série Okko, coll. « Terres de légendes », Delcourt :

3. storyb., avec Hub (scén., dessin, coul.), Stephan Pelayo (coul.), Le Cycle de la terre – I, 2007 ;
4. storyb., avec Hub (scén., storyb., dessin, coul.), Stephan Pelayo (coul.), Le Cycle de la terre – II, 2008 ;
5. storyb., avec Hub (scén., storyb., dessin, coul.), Li (coul.), Le Cycle de l'air – I, 2009 ;
6. storyb., avec Hub (scén., storyb., dessin, coul.), Li (coul.), Le Cycle de l'air – II, 2010 ;
7. storyb., avec Hub (scén., storyb., dessin, coul.), Li (coul.), Le Cycle du feu – I, 2011 ;
8. storyb., avec Hub (scén., storyb., dessin, coul.), Li (coul.), Le Cycle du feu – II, 2012.
- Dessin, avec Hub et Fred Weytens (scén.), Drac (coul. du t. 1) et Sébastien Lamirand (coul. du t. 2), série Aslak, coll. « Terres de légendes », Delcourt :

1. L'Œil du monde, 2011
2. Le Mât du milieu, 2013
3. Le milieu du Mât, 2014
4. Le monde du rien, 2016